# 1805年逝世人物列表
下面是1805年逝世的知名人士列表。
1805年逝世人物列表：1月 - 2月 - 3月 - 4月 - 5月 - 6月 - 7月 - 8月 - 9月 - 10月 - 11月 - 12月

## 1月

### 1日
- 阿道夫·馮·胡普施，藝術收藏家
- 亨利·馬瑟斯·德·拉圖德，法屬巴士底獄難民
- 海因里希·西奧多·韋爾，德國-索布風景畫家、繪圖員和蝕刻師

### 2日
- 第一代羅斯林伯爵亞歷山大·韋德伯恩，英國律師、政治家和大法官

### 3日
- 老馬特烏斯·馮·羅索恩，英奧實業家

### 4日
- 沃爾夫岡·海因里希·恩斯特·馮·克魯克斯，普魯士中將，最後是Oberkriegskollegium第7部門（殘疾養老金）的評估員

### 5日
- 戈特洛布·威廉·伯曼，德國詩人和記者

### 6日
- 約翰·湯瑪斯·拉明格，美國獨立戰爭中的德國士兵和漢諾威的宮廷印刷商
- 康拉德·莫恩奇（Conrad Moench），德國藥劑師、化學家和植物學家

### 7日
- 埃比尼澤·斯普羅特，美國大陸軍軍官，俄亥俄州先驅

### 8日
- 薩爾瓦多·斯皮內利，義大利羅馬天主教神職人員、萊切主教和薩勒諾大主教

### 9日
- 諾布爾·溫伯利·鐘斯，美國政治家
- 威廉·迪翠希·馮·瓦克尼茨，普魯士騎兵、黑森將軍兼財政部長
- 第二代男爵愛德華·溫寧頓，英國政治家

### 11日
- 約翰·迪翠希·馮·傑明根，符騰堡公國上校和張伯倫
- 詹姆斯·吉萊斯皮，美國政治家
- 威廉·海因里希·卡普勒，德國森林人

### 13日
- 弗朗茨·安東·恩斯特，波西米亞作曲家
- 伍德伯里蘭登，美國政治家
- 弗裡德里希·恩斯特·馮·弗蘭格爾，普魯士少將和科沃布熱格的最後一位指揮官

### 15日
- 約翰·克裡斯托夫·莫爾貝克，瑞典-波美拉尼亞哲學家

### 16日
- 雅克·德·查普勞格，漢堡商人

### 17日
- 亞伯拉罕·風信子·安奎蒂爾-杜佩隆，法國東方學家
- 帕申·馮·科塞爾，德國律師；漢堡大教堂分會的教規，耶爾斯貝克和施特根荷斯坦莊園的領主
- 戈特洛布·克利斯蒂安·斯托爾，德國新教神學家

### 18日
- 約翰·摩爾（坎特伯雷大主教）

### 19日
- 約翰·戈特利布·卡爾·斯帕齊爾，歌手、霍夫邁斯特和德紹慈善基金會的教師，教授、法庭顧問、柏林一所商業學校的教師、作家、歌曲作曲家和公關人員
- 羅莫爾德·韋爾廷，奧克森豪森帝國修道院院長

### 23日
- 克勞德·查普，法國技術員和神職人員
- 瓦茨拉夫·皮赫爾，捷克小提琴家和作曲家

### 24日
- 劉墉，清朝政治人物
- 贾科莫·孔蒂，義大利小提琴家和作曲家

### 25日
- 瑪麗·迪格斯·李，美國獨立戰爭期間的美國婦女

### 28日
- 米哈伊·索科奈·維特斯，匈牙利詩人

### 30日
- 約翰·羅比遜，蘇格蘭數學家和物理學家

## 2月

### 1日
- 弗雷德里克·維菲爾，德國雕塑家，活躍於巴黎

### 2日
- 湯瑪斯·班克斯，英國雕塑家和藝術家

### 3日
- 吉斯伯特·邦內特，荷蘭改革宗神學家
- 約阿希姆·克利斯蒂安·蒂姆，德國藥劑師和瑪律欽市長

### 4日
- 威廉·路德維希·戈特洛布·馮·埃伯斯坦，德國哲學家
- 約翰·斯洛斯·霍巴特，美國律師和政治家
- 約翰·喬治·特羅姆利茨，德國長笛演奏家、長笛製作者和作曲家

### 5日
- 約翰·卡斯帕·澤亨德，瑞士製圖員、畫家和蝕刻師

### 6日
- 阿德里安·弗里德里希·甘斯·祖·普特利茨，普魯士少將，步兵團「馮·克羅科」指揮官

### 7日
- 因塔旺，老撾萬象王國國王

### 8日
- 約翰·邁克爾·菲弗，德國雕塑家和路邊神社大師

### 11日
- 貞純王后，朝鮮攝政王

### 14日
- 卡爾·戈特洛布·庫特納，撒克遜教師和旅行作家

### 16日
- 約翰·赫爾曼·沙赫特，德國改革宗神學家

### 17日
- 克利斯蒂安·安德列亞斯·馮·比爾，德國律師和梅克倫堡地主
- 约瑟夫斯·尼古劳斯·劳伦蒂，奧地利醫生、博物學家、爬蟲學家和動物學家

### 19日
- 安娜·芭芭拉·馮·斯泰滕，德國慈善家和捐助者

### 20日
- 賈斯圖斯·克拉普羅斯，德國律師和再生紙的發明者
- 安東·路德維希·馮·瓦格納，德國律師，柯尼斯堡和岡賓寧分庭庭長

### 21日
- 約翰·內波穆克·菲舍爾，德國數學家和天文學家
- 讓-雅克·卡尼爾（Jean-Jacques Garnier），法國歷史學家和詩人

### 22日
- 埃利亞斯·施萊格爾，德國樂器製造商和鋼琴製造商

### 24日
- Jean-Baptiste du Plessis d'Argentré，法國主教

### 25日
- 湯瑪斯·波納爾，英國殖民地政治家
- 約瑟夫·安塞姆·阿德爾曼·馮·阿德爾曼斯費爾登，德國政治家
- 黑森-達姆施塔特的弗里德里克·路易士，通過婚姻 普魯士女王

### 27日
- 斯蒂芬·帕盧塞利，奧地利僧侶和教堂音樂家

### 28日
- 哈特維格·韋瑟利，德國詩人、啟蒙思想家和商人

## 3月

### 2日
- 赫爾曼·格奧爾格·布內考，德國法律歷史學家、呂貝克市市長

### 3日
- 裘莉·克洛迪烏斯，德國作家

### 4日
- 让-巴蒂斯特·格勒兹，法國畫家
- 約翰·雅各·弗里德里希·辛霍爾德，愛爾福特的古典語言學家、哲學家、大學講師和共濟會成員

### 6日
- 小佩萊格·科芬，美國政治家

### 10日
- 弗里德里希·威廉·德雷斯德，德國語言學家和路德宗神學家

### 14日
- 紀昀，中國政治家

### 15日
- 斯坦尼斯瓦夫·什琴斯内·波托茨基，波蘭大亨和政治家

### 16日
- 弗朗茨·澤弗·馮·伍爾芬，植物學家和礦物學家

### 18日
- 艾蒂安·尤斯塔什·布魯瓦，法國水手和海軍軍官
- 約翰·雅各·艾伯特，德國數學家、詩人、天文學家、記者和作家

### 20日
- 馬蒂亞斯·加布勒，德國科學家、大學講師、羅馬天主教神父、耶穌會士和學校改革家
- 弗裡德里希·奧古斯特·馮·奎倫，荷爾斯泰因地區行政長官

### 21日
- 让-巴蒂斯特·格勒兹（Jean-Baptiste Greuze），法國畫家

### 24日
- 阿洛伊斯一世，列支敦斯登親王（1781年–1805年）

### 25日
- 克羅沃西·羅利，愛爾蘭政治家和大律師

### 日期不詳
- 费利切·丰塔纳，義大利科學家

## 4月

### 1日
- 卡爾·路德維希·克利斯蒂安·馮·沃滕斯萊本，荷蘭-德國中將

### 6日
- 勞倫蒂烏斯·查士丁尼·奧特，奧古斯丁經典、作曲家和編年史家

### 7日
- 加布里埃爾·格魯伯，耶穌會高級將軍（耶穌會士）

### 8日
- 克利斯蒂安·戈特利布·路德維希·馮·拉比爾，普魯士少將，格拉茨要塞指揮官

### 13日
- 彼得羅·阿杜伊諾（Pietro Arduino），義大利植物學家

### 14日
- 格哈德·奧托·克裡斯托夫·雅努斯，德國牧師

### 16日
- 喬治·恩斯特·塔特，英國-漢諾威外交官

### 17日
- 科林斯的馬卡里烏斯，科林斯東正教主教
- 海因里希·帕普，德國新教神學家和神職人員
- Mercurio Maria Teresi，義大利神職人員，蒙雷阿萊大主教

### 19日
- 約翰·戈特利布·埃巴特，德國造紙商和造紙廠老闆

### 21日
- 伯恩特·安克，挪威木材商人、船東和礦主
- 克利斯蒂安·格奧爾格·馮·赫爾莫特，近衛軍的薩克森-哥達上校（馬背上的保鏢）、樞密院議員、城堡隊長和莊園主
- 約翰·克裡斯托夫·拉什，德國神學家、神職人員、錢幣學家和作家
- 安東·費迪南德·馮·羅斯基希和潘滕，德國輔理主教和佈雷斯勞宗座代牧

### 23日
- 菲力浦·朱利葉斯·伯恩哈德·馮·普拉滕，瑞典政治家和軍官，瑞典波美拉尼亞總督

### 24日
- 約瑟夫·福斯，德國作家
- 漢斯·馬克西米利安·馮·科彭，普魯士少將和但澤的最後一位指揮官

### 25日
- 安娜·彼得羅夫娜·洛普希娜，俄羅斯沙皇保羅一世的情婦

### 27日
- 卡爾·菲力浦·馮·波利茨，普魯士中將

### 28日
- 讓-巴蒂斯特·加斯帕德·德·安斯·德·維洛松，法國希臘學者和新希臘學者

### 29日
- 小洛倫茲·帕施（Lorenz Pasch the Younger），瑞典畫家

## 5月

### 3日
- 海因里希·齊默爾曼，德國航海家，詹姆斯·庫克（James Cook）最後一次航行的參與者

### 5日
- 尼古拉斯·內爾曼，荷蘭代芬特爾老天主教主教

### 7日
- 第二代謝爾本伯爵威廉·佩蒂，英國首相[1]
- 安東·詹特爾，奧地利畫家
- 愛德華·瑪律伯恩，美國畫家

### 8日
- 瑪麗亞·伊莎貝拉·德·哈斯坎普，哈斯坎普伯爵夫人和慈善家

### 9日
- 弗里德里希·席勒，德國劇作家

### 10日
- 約翰·E·海頓，奧地利男高音歌唱家
- 奧托·路德維希·馮·沃貝瑟，普魯士皇家少將，馬格德堡司令，Amtshauptmann von Saatzig

### 12日
- 費迪南德·馮·洪佩施·祖博爾海姆，第71任馬爾他勳章特級大師

### 15日
- 馬克西米利安·薩達烏斯·馮·艾格，奧地利鋼鐵工業家

### 16日
- 弗裡德里希·埃伯哈德·馮·羅肖，普魯士地主和學校改革者

### 21日
- 約瑟夫·維塔利安·隆伯格，德國法學家和羅馬天主教神職人員

### 22日
- 威廉·蒙迪，奧地利企業家
- 本傑明·歐南，英國土木工程師、測量師、商人和實業家

### 23日
- 米科瓦伊·斯科羅丁斯基，烏克蘭希臘天主教利沃夫主教

### 24日
- 費多特·伊萬諾維奇·舒賓，俄羅斯雕塑家

### 25日
- 威廉·佩利，英國哲學家
- 安娜·瑪麗亞·呂克舍爾德，瑞典作家

### 26日
- 約翰·菲力浦·康拉德·法爾克，德國律師
- 馬特烏斯·梅德勒，奧地利外科醫生

### 27日
- 約翰·弗里德里希·溫辛，德國管風琴製造商

### 28日
- 路易吉·博凯里尼，意大利作曲家

### 29日
- 安托瓦內特·班貝格，德國作家
- 恩斯特·西奧多·約翰·布魯克納，德國神學家和作家

## 6月

### 1日
- 約翰·安東·默克，藥劑師

### 2日
- 瑪麗-泰蕾茲·德·薩伏依，阿圖瓦伯爵夫人；未來法國國王查理十世的妻子

### 3日
- 薩克森-邁寧根的路易絲，黑森-菲力浦斯塔爾-巴奇費爾德的路易絲公主

### 4日
- 瑪麗亞·安娜·薩加爾，奧地利作家

### 7日
- 斐迪南德·安東·馮·克羅西克，德國地區行政長官和樞密院戰爭委員會

### 12日
- 約翰·科寧（Johann Koenen），德國律師

### 13日
- 喬瓦尼·巴蒂斯塔·托馬西，馬爾他勳章大師

### 17日
- 瑪麗安努斯·帕奇邁爾，奧地利本篤會僧侶

### 18日
- 亞瑟·墨菲，愛爾蘭作家

### 19日
- 路易-讓-法蘭索瓦·拉格內，法國畫家

### 21日
- 約翰·克裡斯托夫·金普費爾，德國畫家
- 克裡斯托夫·威廉·呂德克，德國路德宗神學家

### 22日
- 卡爾·克洛克，德國本篤會僧侶和教規學家

### 25日
- 安東·普夫利格勒，奧地利管風琴製造商

### 27日
- 約翰·弗里德里希·舒爾茨，德國神學哲學家、數學家和哲學家

### 30日
- 伊拉斯謨·里特，瑞士建築師、工程師和古董學家

## 7月

### 1日
- 平查斯·霍洛維茨，美因河畔法蘭克福的拉比

### 2日
- 派翠克·拉塞爾，蘇格蘭外科醫生和爬蟲學家

### 6日
- 烏利亞·福雷斯特，美國政治家
- 伯恩哈德·沃拉德·迪特裡希·馮·奧爾登堡，普魯士軍官，最近擔任少將和第31步兵團團長

### 8日
- 馬蒂亞斯·丹南邁爾，德國教會歷史學家
- 丹尼爾·加德納，英國畫家

### 9日
- 喬治·沃爾夫岡·潘澤，德國牧師和書目作者

### 10日
- 托馬斯·韋奇伍德，英國攝影技術先驅

### 23日
- 約翰·漢納，美國政治家

### 26日
- 塞拉菲亞·馮·洛文芬克，德國彩陶畫家和企業家

### 27日
- 約翰·弗里德里希·威廉·馮·沙彭蒂埃，德國地質學家和撒克遜採礦隊長
- 約瑟夫·亞歷山大·德·塞古爾，法國作家，塞古爾伯爵

### 31日
- 迪蘭·欽納馬萊，泰米爾國王

### 日期不詳
- 卡斯帕·科赫，牧師和哲學摺頁冊的作者

## 8月

### 1日
- 約翰·克裡斯托夫·厄布斯坦，德國新教神職人員
- 弗里德里希·克裡斯托夫·格斯特維茨，作曲家和Kapellmeister

### 3日
- 克裡斯托弗·安斯泰，英國作家

### 7日
- 恩斯特·赫爾曼·馮·科利琴，普魯士少將，胸甲騎兵團團長，庫普弗貝格、羅森瑙和康普拉舒茨的世襲領主

### 8日
- 拉撒路三世亨克爾·馮·唐納斯麥，房地產和採礦實業家
- 第七代男爵理查·沃斯利，英國男爵和古董收藏家

### 11日
- 尼古拉斯·萊因哈德·馮·哈嫩費爾特，普魯士中將和Pour le Mérite騎士

### 12日
- 約翰·弗里德里希·安辛，德國剪影

### 13日
- 克利斯蒂安·戈特洛布·朗瓦根，德國建築師和不倫瑞克宮廷建築師

### 15日
- 卡斯帕·安德列亞斯·馮·雅科米尼，奧地利慈善投機者

### 20日
- 約翰·阿諾德·君特，漢堡參議員和啟蒙思想家

### 25日
- 溫澤爾·迪恩岑霍夫，耶穌會士、法學家和歷史學家
- 约瑟夫·鲁斯，奧地利畫家
- 格洛斯特和愛丁堡公爵威廉·亨利親王，英國王室成員

### 28日
- 亞歷山大·卡萊爾，蘇格蘭教會領袖
- 克里斯托弗·加兹登，美國政治家

### 31日
- 約瑟夫·達爾·阿巴科，義大利音樂家和作曲家
- 約翰·恩斯特·斯皮茨納，德國新教神學家、經濟學家和養蜂人

### 日期不詳
- 裘莉安·喬瓦內，德國作家
- 安·格裡菲斯（Ann Griffiths），威爾士宗教歌曲詩人

## 9月

### 2日
- 伊莉絲·雷馬魯斯，德國作家、教育家、翻譯家和沙龍

### 3日
- 約翰·馬丁·阿貝爾，德國記者和歷史學家

### 4日
- 馬丁·鮑爾，老奧地利管風琴製造商

### 8日
- 利奧波德·比瓦爾德，奧地利耶穌會士、博物學家和大學講師

### 10日
- 約翰·弗里德里希·伯舍爾，德國路德宗神學家

### 11日
- 斐迪南德·鄧尼斯，德國製圖師和工程師軍官

### 13日
- 菲力浦·安東·施密特，施派爾輔理主教

### 15日
- 克里斯托弗·加兹登，十三殖民地的美國定居者

### 16日
- 約翰·丹尼爾·梅茨格，德國醫生

### 18日
- 弗里德里希·馮·亨德比斯，賴興瑙島上的康斯坦茨·奧伯沃格特王子主教區

### 20日
- 卡爾·雷納圖斯·豪森

### 21日
- 約翰·魯道夫·斯泰克，瑞士政治家和哲學家

### 24日
- 克利斯蒂安·弗裡德里希·喬治·路德維希·馮·帕斯托，普魯士少將，第7龍騎兵團團長

### 25日
- 弗朗茨·安東·多納特·赫斯萊因·馮·尤森海姆，符騰堡大王子的法蘭克中校和侍從

### 27日
- 威廉·莫爾特裡，南卡羅來納州州長

### 28日
- 克裡斯托夫·弗朗茨·馮·布塞克，班貝格親王主教

### 29日
- 伊萬·彼得羅維奇·普寧，俄羅斯啟蒙者，公關人員

### 30日
- 卡爾·菲力浦·馮·昂魯，普魯士軍官，最後一位中將，第45步兵團指揮官

## 10月

### 5日
- 第一代康沃利斯侯爵查爾斯·康沃利斯，英國將會軍、政治家
- 埃萊奧諾爾·普羅查斯卡，德國女英雄士兵

### 7日
- 約翰·戈特弗裡德·莫西格，格爾利茨的普里馬留斯牧師

### 8日
- 弗裡德里希·奧古斯特，不倫瑞克公爵，厄爾斯公爵（自1792年起）

### 9日
- 迪德里希·戈斯溫·馮·博庫姆-多爾夫斯，普魯士軍官，最後一位中將；下西里西亞騎兵總監察長
- 弗里德里希·馮·哈恩，德國哲學家和天文學家
- 皮埃爾-法蘭索瓦·於格斯·德·漢卡維爾，法國冒險家、考古學家和藝術史學家

### 10日
- 蒂亞·威爾（Tia Weil），巴登拉比和拉比學者

### 15日
- 約翰·格奧爾格·貝克托爾德，德國新教神學家
- 亞瑟·芬納，美國政治家

### 16日
- 瑪麗亞·弗蘭齊斯卡·馮·赫彭斯坦，慕尼黑社會夫人，范妮·馮·伊克施塔特的母親
- 弗里德里希·威廉·佩斯特爾，德國法律學者

### 17日
- 康拉德·索格爾·馮·索根塔爾，奧地利公務員和製造廠廠長

### 18日
- 阿德萊德-路易絲-寶琳·胡斯，法國女演員

### 19日
- 弗里德里希·威廉·馮·舍恩費爾德，普魯士中將，第49步兵團團長

### 20日
- 朴趾源，韓國政治家和新儒家哲學家

### 21日
- 約翰·庫克，英國上尉
- 霍雷肖·納爾遜，英國海軍上將（在戰鬥中受重傷）

### 24日
- 雅克·安托萬·瑪麗·德·卡薩萊斯，法國演說家、政治家

### 25日
- 阿爾佈雷希特·海因里希·馮·阿尼姆，普魯士司法部長
- 雅克·安托萬·瑪麗·德·卡薩萊斯，法國大革命期間的政治家
- 約翰·克裡斯托夫·費塞爾，維爾茨堡王子主教的宮廷畫家
- 洛倫茲·克拉奇，艾希施泰特城堡的指揮官

### 28日
- 約瑟夫·鐘斯，美國政治家

### 31日
- 伊格納蒂·達拉班特，羅馬尼亞神父，奧拉迪亞主教
- 阿德里安·戈特利布·馮·萊茵，普魯士少將兼團長

### 日期不詳
- 保羅·芒福德，美國政治家和律師

## 11月

### 3日
- 賈斯汀·弗裡德里希·威廉·伊肯，不來梅律師、市議員和市長

### 5日
- 喬瓦尼·安德里亞·阿切蒂，羅馬天主教紅衣主教

### 7日
- 維特·榮格（Veit Jung），德國鐵匠，在聯盟戰爭期間阻止了對上普法爾茨州諾伊馬克特的圍攻
- 弗朗索瓦·斯洛特裡埃·德·奧爾梅，法國炮兵將軍

### 8日
- 弗朗索瓦-湯瑪斯-瑪麗·德·巴古拉德·達諾，法國作家

### 9日
- 赫爾曼·克利斯蒂安·本達，德國男高音歌唱家和演員

### 11日
- 海因里希·馮·施密特，奧地利陸軍元帥中尉兼軍需總參謀長

### 13日
- Karl Anselm von Thurn und Taxis，世襲郵政局長，第四任圖恩和計程車親王

### 18日
- 約翰·馮·馬索，Rummelsburg區行政長官

### 20日
- 羅伯特·亞歷山大，美國種植園主、律師和政治家
- 戈斯溫·約瑟夫·阿諾德·馮·布寧克，德國律師和圖書管理員

### 22日
- 弗朗茨·馮·索南伯格，德國詩人

### 24日
- 威廉·博特納，德國巴羅克畫家
- 傑拉爾杜斯·溫特斯坦，德國本篤會修道院院長

### 28日
- 揚·維莫拉，摩拉維亞管風琴製造商

### 30日
- 路易士·莫納隆，商人，法國駐斯里蘭卡全權代表，法國國民議會議員

## 12月

### 3日
- 斐迪南德·馮·蒂森豪森，聯軍戰爭中的俄羅斯聯隊副官
- 讓-瑪麗·瓦爾胡伯特（Jean-Marie Valhubert），法國準將

### 4日
- 塞巴斯蒂安·鮑曼（Sebastian Baumann），德國製表商
- 菲力浦·薩姆森，猶太血統的德國宮廷銀行家

### 5日
- 赫爾曼·迪德里希·克羅恩，漢薩同盟城市呂貝克的律師和市長

### 6日
- 尼古拉斯-雅克·孔戴，法國化學家、畫家和發明家
- 海因里希·恩斯特·居特，德國新教神學家和大學講師

### 7日
- 丹麥的弗雷德里克，丹麥王子
- 薩倫的約瑟夫·斐迪南德·瑪麗亞，德國藝術總監

### 10日
- 弗里德里希·弗朗茨·胡爾卡，歌手、音樂家、音樂教育家和作曲家
- 以撒·戈特利布·瓦爾特，瑞士律師和歷史學家

### 12日
- 約翰·阿爾蒙，英國記者、出版商和書商
- 約翰·路德維希·阿維納留斯，圖林根州律師在普魯士服務

### 16日
- 薩維里奧·卡薩爾，馬爾他羅馬天主教神職人員和政治家，戈佐島總督

### 18日
- 約翰·阿道夫·斯圖特貝格，埃爾伯費爾德商人和市長

### 19日
- 吉爾西克的法蘭西斯，奧地利少將
- 莫裡茨·托曼，德國神職人員

### 21日
- 馬諾埃爾·瑪麗亞·德·巴博薩·杜博卡奇，葡萄牙詩人
- 瑪麗安·多布邁爾，德國神父和天主教神學教授
- 彼得·里希特，德國建築大師

### 23日
- 吉納維耶夫·蒂魯·達康維爾，法國小說家、翻譯家和化學家
- 弗朗西斯·馬森，蘇格蘭植物學家和植物收藏家
- 佩爾·奧斯貝克，瑞典神職人員、世界旅行家和博物學家

### 25日
- 以撒·薩塔諾夫，希伯來詩人

### 27日
- 伊莎貝爾·德·夏里埃（Isabelle de Charrière），荷蘭裔瑞士作家

### 31日
- 菲力浦·加布里埃爾·亨斯勒，德國醫生、物理學家和醫學教授